# Vladimir Jagarić
Vladimir Jagarić (Zagreb, 29. kolovoza 1925. – Zagreb, 26. srpnja 2011.) je bio hrvatski glumac i redatelj dječjih predstava i priredaba, istaknuti planinar, pisac i veliki ljubitelj Žumberka, njegove prirodne i kulturne baštine, jedan od najplodnijih hrvatskih planinarskih pisaca. Bio je i suprug hrvatske kazališne, televizijske i filmske glumice Smiljke Bencet Jagarić.

## Životopis
Rodio se u Zagrebu 29. kolovoza 1925. godine. Po ocu rodom iz Jaske, gdje je živio niz godina. Mati mu je operna pjevačica Milica Šelabaj Jagarić, rodom iz sela Dol, iz obitelji trgovca Pavla Šelebaja. Bila vrsna članica konkatedralnog Ćirilo–Metodovog kora Križevačke biskupije. Osnovno i srednje školovanje Jagarić je završio u rodnom gradu. Diplomirao 1946. na Zemaljskoj glumačkoj školi. Bio je profesionalni glumac u kazalištima u Karlovcu i Sarajevu. Jedan od osnivača i djelatnika današnjeg kazališta Trešnja (ondašnjeg Pionirskog kazališta Trešnjevka). U Zagrebu je djelovao i u Hrvatskom narodnom kazalištu. Dvadeset godina sve do mirovine član Zagrebačkoga gradskoga kazališta Komedija. Dugogodišnju je karijeru ostvario u radu s djecom. Bio je redatelj dječjih predstava. Za dječje priredbe pisao je scenarije. Dugo je godina bio aktivan član KPD Žumberak i vodio dramsku sekciju.
Istaknut u planinarstvu. Član PD Zagreb, počasni član PD Trešnjevka – Monter te 17 godina član BTC Ivan Vazov u Sofiji. U vodstvu Hrvatskog planinarskog saveza od 1971. – 1987. godine. Dužnosnik planinarskih tijela: Komisije za povijest planinarstva te pročelnik Komisije za propagandu i Komisije za planinarske putove. 
Plodan kao planinarski pisac. Skupljao planinarske pjesme. Predavač, fotograf i istraživač prošlosti hrvatskog planinarstva.
Propagirao je Žumberačku goru i njezinu zaštitu. Organizirao Planinarski put Žumberkom.  Objavio planinarski vodič Žumberački planinarski put. Trasirao je taj planinarski put, prekrasno opisao, dao pritom pažnju kulturnoj povijesti Žumberka, a vodič je ilustriran povijesno vrijednim fotografijama iz svoje fototeke.
Pisao za Naše planine, Hrvatski planinar, Glasnika Samobora i Svete Nedjelje, Žumberačke novine, Žumberački krijes, Dvorsko zvono, Hrvatskoj reviji. Prireditelj izdanja Planinarske pjesmarice (1987. i 2001.). Uredio Biblioteku Žumberak – Gorjanci. Suautor knjige Po Žumberku i Gorjancima (Novo Mesto, 1989.). Strast prema planinarstvu i ljubav prema žumberačkom kraju često je povezivao u člancima koje je napisao. Napisao je i knjižicu Kraljičin zdenac (2006.) te ilustriranu kroniku Dom Runolist na Sljemenu i runolistaši (2007.), monografiju o Ivanu Krajaču Ivan Krajač, Život i djelo političara, ekonomista, pravnika i planinara (Zagreb, 2009.). Od velike su vrijednosti za proučavanje kulturnih vrednota knjige Svetište Majke Božje Dolske (Zagreb, 1999.) i Zavičajna kronika Dola i Pribića (Zagreb, 2001.).
Za zasluge primio je brojna priznanje. Hrvatski planinarski savez dodijelio mu je najviše priznanje, Plaketu HPS-a. Ekološko društvo Žumberak dodijelilo mu je 1999. priznanje Prijatelj Parka prirode Žumberak – Samoborsko gorje.

## Filmografija

### Filmske uloge
- "Gosti iz galaksije" kao novinar u redakciji (1981.)
- "Novinar" kao bolničar (1979.)
- "Akcija stadion" kao profesor Rosenberg (1977.)

### Televizijske uloge
- "Nepokoreni grad" kao prodavač novina u kavani (1982.)
- "Gruntovčani" kao Naček (1975.)
- "Sumorna jesen" kao ustaša (1969.)

## Vanjske poveznice
- LZMK / Hrvatski biografski leksikon: Jagarić, Vladimir (Vlado)  (autori: Lucija Ljubić i Zdenko Jajčević, 2005.)
- Teatar.hr – Vladimir Jagarić
- [neaktivna poveznica] (o književnoj večeri pod nazivom "Život i djelo Vladimira Jagarića")
- Vladimir Jageric u internetskoj bazi filmova IMDb-u (engl.)